# Per Sarto Jørgensen
Per Sarto Jørgensen (* 3. März 1944 in Gylling) ist ein ehemaliger dänischer Radrennfahrer und nationaler Meister im Radsport.

## Sportliche Laufbahn
Sarto war im Bahnradsport aktiv. Er war Teilnehmer der Olympischen Sommerspiele 1964 in Tokio. Im Tandemrennen wurde er mit seinem Partner Niels Fredborg auf dem 5. Rang klassiert. 
1968 war er bei den Sommerspielen in Mexiko-Stadt erneut am Start. Im Tandemrennen schied er mit Jørgen Jensen als Partner in den Vorläufen aus.
1962 gewann er die nationale Meisterschaft im Sprint der Amateure vor Preben Duckert. 1966, 1967 und 1968 holte er den Titel im Tandemrennen mit Niels Fredborg.